# Galović
Galović (cyr. Галовић) – wieś w Serbii, w okręgu maczwańskim, w gminie Koceljeva. W 2011 roku liczyła 212 mieszkańców.